# Afroleptomydas koupicolus
Afroleptomydas koupicolus är en tvåvingeart som beskrevs av Hesse 1969. Afroleptomydas koupicolus ingår i släktet Afroleptomydas och familjen Mydidae. Inga underarter finns listade i Catalogue of Life.